# 海军战争学院
海军战争学院 （英語：Naval War College，简称NWC）是美国海军一所參謀學院和“思想之家”，位于罗德岛州的新港。海军战争学院负责教育、培养领导者，支援定位海军在未来的角色和任务，支持战备并强化全球海上伙伴关系。
海军战争学院是高级軍種学院之一，其他的还有陆军战争学院、海军陆战队学院和空军战争学院，此外美国国防部还有一所国家战争学院。

## 著名教授
- 史蒂芬·安布羅斯，著名歷史學家及傳記作家
- 小愛德華·比奇（英语：Edward L. Beach Jr.），著作改編成電影《太平洋潛艇戰》
- 阿爾弗雷德·賽耶·馬漢，第二任院長，著有《海权对历史的影响1660—1783》